# Oskar Müller (Politiker)
Oskar Müller  (* 25. Juli 1896 in Wohlau, Provinz Schlesien; † 14. Januar 1970 in Langen (Hessen)) war ein deutscher Politiker der Kommunistischen Partei Deutschlands (KPD).

## Leben
1918 wurde er in einen Soldatenrat gewählt. 1922 trat er in die KPD ein, für die er von 1924 bis 1933 im Preußischen Landtag saß. Ab 1924 war er in der KPD Hessen verantwortlich für die Zusammenarbeit mit den Gewerkschaften.

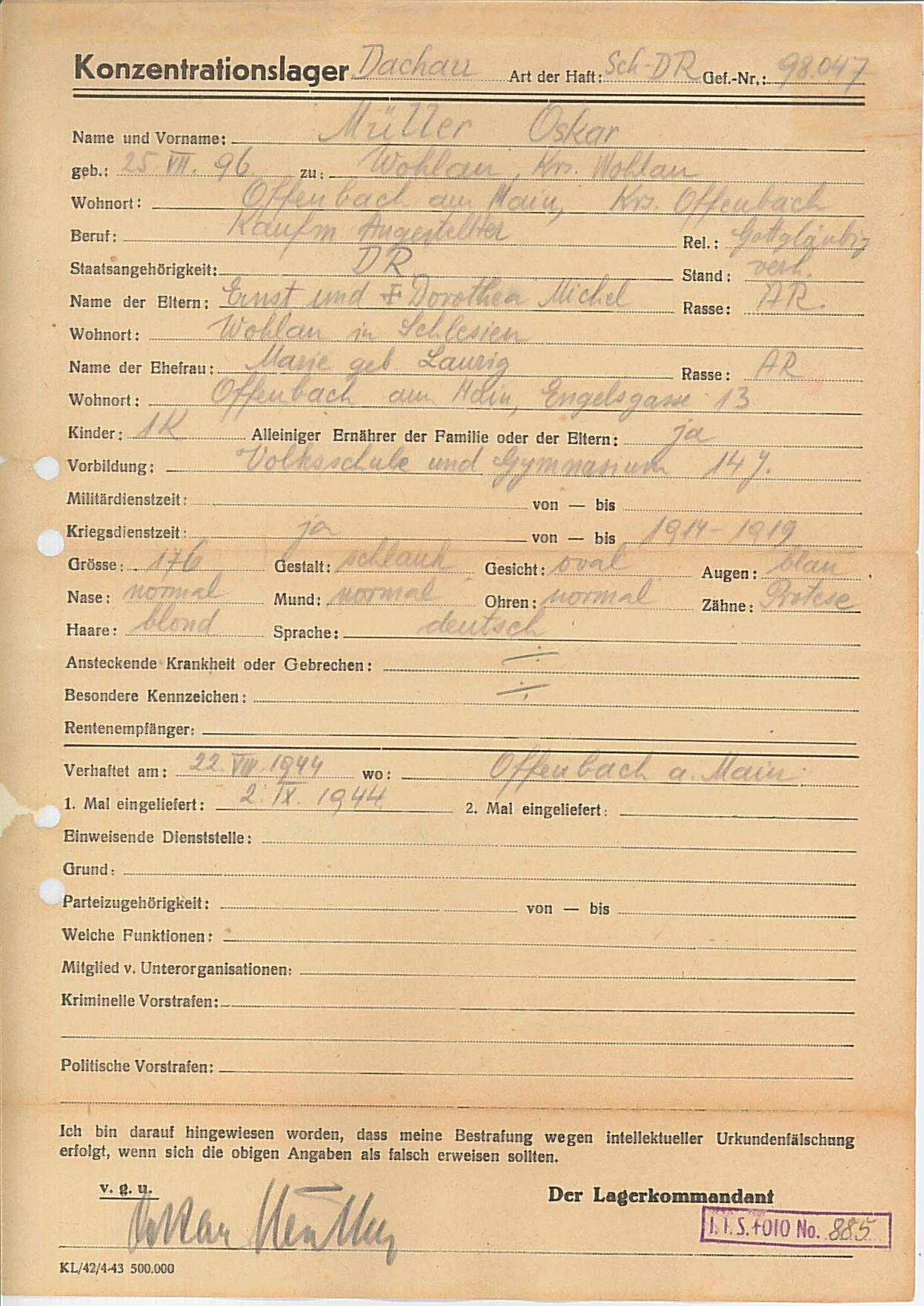
Anmeldeformular von Oskar Müller als Gefangener im nationalsozialistischen Konzentrationslager Dachau

Müller wurde 1933 verhaftet, zunächst ins Zuchthaus gebracht und schließlich ins Konzentrationslager deportiert. Bis 1939 war Müller im KZ Sachsenhausen. Im KZ Dachau betrieb er als Lagerältester antifaschistische Arbeit und wurde nach der Befreiung durch die 7. US-Armee Mitgründer des Comité International de Dachau.
Am 12. Oktober 1945 setzte die amerikanische Besatzungsmacht ihn als Hessischen Staatsminister für Arbeit unter Ministerpräsident Karl Geiler (SPD) ein. Diese Position wurde am 1. November 1946 in Hessischer Staatsminister für Arbeit und Wohlfahrt umbenannt, ehe er am 7. Januar 1947 aus seinem Amt entlassen wurde.
Oskar Müller gehört zu den Vätern der Hessischen Verfassung. Besonders wirkte er am Verbot der Aussperrung und an den Artikeln 41 und 42 mit, welche die Überführung der Großindustrie in Gemeineigentum vorsehen. Auch an der Erstellung des Betriebsverfassungsgesetzes und an der gesetzlichen Regelung zur Kriegsopferversorgung war er beteiligt.
Dem Deutschen Bundestag gehörte Müller in der ersten Legislaturperiode (1949–1953) an. Am 15. Juni 1950 wurde Müller wegen unparlamentarischen Verhaltens gemeinsam mit seinen Fraktionskollegen Heinz Renner, Friedrich Rische und Walter Vesper durch Bundestagspräsident Erich Köhler für 20 Sitzungstage von der Teilnahme an Plenarsitzungen ausgeschlossen.
Als Landesvorsitzender der KPD Hessen wurde er 1951 durch den Bundesvorstand abgesetzt und durch Klaus Weigle ersetzt. Ihm wurde vorgeworfen, im Wahlkampf nicht hinreichend die Linie der sowjetischen Deutschlandpolitik vertreten zu haben, außerdem habe sich im hessischen Landesverband durch seine Verfehlungen „der Opportunismus wie eine Seuche ausgebreitet“. 1953 wurde er wegen angeblichen Verfassungsbruchs verhaftet, die Klage wurde zurückgewiesen.
Nach dem KPD-Verbot widmete er sich ab 1956 verstärkt seiner Tätigkeit bei der Vereinigung der Verfolgten des Naziregimes (VVN).